# 김수연 (조선)
김수연(金壽延, 1405년 ~ 1455년)은 조선 전기의 군인이다. 본관은 김해(金海), 자는 수형(壽亨), 호는 용강(龍崗), 시호는 충숙(忠肅)이다.

## 생애
증조부는 고려 도첨의시중 김탁(金琢)이며, 조부는 사옹령동정 김지진(金至珍)이고, 아버지는 예빈경 김천해(金千海)이다.
1423년(세종 16년)에 무과에 급제하였고, 1435년(세종 17년)에 최윤덕(崔潤德), 김종서(金宗瑞)과 함께 4군 6진을 개척에 앞장서 수많은 전공을 세웠다. 그 공로로 1447년(세종 29년) 첨지중추원사(僉知中樞院事)를 거쳐 1450년(문종 1)에는 판삭주도호부사(判朔州都護府事)‧판영변도호부사(判寧邊都護府事)에 제수되었으며 중추원부사(中樞院副使)에까지 올랐다. 그의 성품이 청렴 정직하여 백 칸의 집을 하사받았고 ‘사직신(社稷臣)’이라 칭하였다.
계유정난(癸酉靖難)으로 단종이 유배지 영월에서 비참하게 죽자 6일간의 단식 끝에 자결하였다.
또한 그의 부인도 "남편이 없는데 어떻게 국가의 녹을 먹겠느냐"며 자결하였다. 1890년(고종 27년)에 자헌대부 병조판서에 추증되었고 익산의 동산서원에 배향하였다. 묘소가 동신대학교 교내에 있다.

## 가족 관계
- 아버지: 김천해(金千海)
- 어머니: 밀양 박씨(密陽 朴氏) - 박헌규(朴憲奎)의 딸
  - 배필: 진위 이씨(振威 李氏)
    - 장남: 김호인(金好仁) - 제주목사
      - 손자: 김세상(金世祥)
      - 손자: 김세정(金世禎)
      - 손자: 김세복(金世福)
      - 손자: 김세광(金世光)
      - 손자: 김세근(金世槿)
      - 손자: 김세보(金世補)
      - 손자: 김세경(金世景)

    - 차남: 김호의(金好義) - 사헌부 집의
      - 손자: 김세구(金世球)
      - 손자: 김세종(金世琮)
      - 손자: 김세충(金世珫)
      - 손자: 김세형(金世珩)
      - 손자: 김세맹(金世孟)
      - 손자: 김세득(金世得)
      - 손자: 김세량(金世良)

    - 삼남: 김호례(金好禮) - 수찬교리
      - 손자: 김세태(金世兌)
      - 손자: 김세경(金世冏)

    - 사남: 김호지(金好智) - 함흥부윤
      - 손자: 김세달(金世達)
      - 손자: 김홍부(金弘夫)
      - 손자: 김창무(金昌茂)

    - 장녀: 양발(梁潑)에게 출가
    - 장녀: 민적(閔績)에게 출가